# Дзевановский, Мариан Камиль
Мариан Камиль Дзевановский (27 июня 1913, Житомир — 18 февраля 2005, Милуоки, Висконсин, США) — польский историк, эмигрант, советолог, писатель, журналист, офицер резерва кавалерии польской армии и польских вооружённых сил на западе, профессор Бостонского университета и Университета Висконсина, член Польской академии знаний.

## Ранние годы
Родился и вырос в семье помещиков — польских татар-мусульман, Камила Дзевановского и его жены Софии урождённой Каменской. Семья пережила революцию 1917 года, немецкую оккупацию в 1918 году и события гражданской войны на Украине. Семью Дзевановских после прибытия польской армии в Житомир в апреле 1920 года эвакуировали в Варшаву. По прибытии в Варшаву, Мариан Дзевановский обучался в гимназии пиаристов. После обучался в Кременецком лицее, который и окончил. Изучал право в Варшавском университете, получил диплом в французском институте. Позже Мариан Дзевановский поступил в школу резервной кавалерии в Грудзёндзе. Служил в качестве офицера 1-го полка кавалерии. После назначения офицером перешел в третий кавалерийский полк в Сувалки.
В средней школе Мариан встретил Эдмунда Османчика, который в 1936 году пригласил его работать в Берлин, в расположенную там пресс-службу Союза поляков в Германии. Полгода был корреспондентом Польского телеграфного агентства в Берлине и работал там в 1937—1938 годах..

## В годы Второй мировой войны
После вторжения Германии в Польшу воевал в составе третьего польского кавалерийского полка. После советского вторжения 17 сентября 1939 года, сражался с немцами на Западном фронте, а вечером уже боролся с Красной армией. Мариан Дзевановский попал в плен к красной армии, но ему удалось сбежать в Латвию, потом в Швецию, из Швеции бежал во Францию, а затем остатки польской армии во Франции эвакуированы в Англию на борту MS «Батории». Впоследствии из-за владения немецким языком был переводчиком-преподавателем в Институт парашютистов и диверсантов в Великобритании, где он тренировал польских диверсантов. Там, в гольф-клубе, он познакомился со своей будущей женой, Адой Карчевской (Karczewska), которая бежала от немцев из Литвы в Лондон.

## Иммиграция в США
Дзевановский в 1944 году был отправлен в Вашингтон в качестве помощника военного атташе польского правительства в изгнании. После войны Дзевановский остался в США. Где поступил в Гарвардский университет, написав в 1951 году докторскую диссертацию по истории России и Восточной Европы. Получил американское гражданство в 1953. Работал преподавателем Бостонского колледжа, а затем в 1978 году, Бостонского университета. В 1979 году Дзевановский получил пост профессора истории Польши и стран Восточной Европы в Университете Висконсин-Милуоки (UWM). Был членом Конгресса американской Полонии, польской общины и Польского общества науки в изгнании (1960).

## Научная деятельность
Как признанный историк, написал ряд часто новаторских работ. Среди них: «История Советской России» которая издавалась шесть раз, в том числе в Китае, где она используется как учебник в китайских университетах, «Коммунистическая партия Польши», «Соединённые Штаты в 20-м веке», «Война по любой цене: Вторая мировая война в Европе 1939—1945» (три издания — на французском, английском и венгерском), «Александр I: Таинственный царь России». Дзевановский имел обширную аудиторию. Когда в 1983 году его формально (во второй раз) отправили в отставку, он поехал в Европу с серией лекций. Он прочитал лекции в Парижском университете, Университете Бордо и Оксфорде. Он был активным членом научных комитетов, занимающихся Россией и Восточной Европой. Последняя лекция Дзевановского в Университете Висконсин-Милуоки под названием «Владимир Путин и новая Россия» состоялась в конце 2003 года и была с энтузиазмом принята слушателями.

## Семья
- Дочь — Барбара[5]
- Сын — Ян[5]

## Публикации
- Śląsk Opolski, Rzym: nakł. Oddziału Kultury i Prasy 2 Korpusu, 1945.
- (editor) Poland to-day as seen by foreign observers, The Polish freedom movement, «Independence and Democracy» London 1946.
- Nie jesteśmy sami. O krajach i narodach Międzymorza. Londyn 1947, Biblioteka Polska w W. Brytanii.
- The Communist Party of Poland: an outline of history. Cambridge, Mass.,1959 (1976), Harvard University Press, ISBN 0-674-15055-4.
- Joseph Pilsudski: a European federalist,1918—1922, Hoover Institution Press, Stanford, Calif., 1969, ISBN 0-8179-1791-8.
- Poland in the twentieth century. New York 1977; Columbia University Press. ISBN 0-231-03577-2.
- Leon Petrażycki. New York: The Polish Institute of Arts and Sciences of America 1981.
- A history of Soviet Russia and its aftermath'. Prentice-Hall, (wyd. 5 od 1979) Upper Saddle River, N.J., 1997. ISBN 0-13-392159-X.
- Lord Wellington, pogromca Napoleona. Wrocław, 1997, Wydawnictwo Atla 2, ISBN 83-86882-70-0.
- 'Alexander I — Russia’s Mysterious Tsar. New York, 1990, Hippocrene Books. ISBN 0-87052-898-X.
- War at any price. World War II in Europe, 1939—1945. Prentice-Hall, Englewood Cliffs, N.J. 1987, 1991. ISBN 0-13-944331-2.
- Aleksander I — car Rosji, król Polski. Wrocław 2000, Wydawnictwo Atla 2, ISBN 83-86882-23-9.
- Napoleon Bonaparte: kochanek, polityk, mistrz propagandy. Wyd. Atla 2, Wrocław 1998, ISBN 83-86882-41-7.
- Książę wielkich nadziei: biografia księcia Adama Jerzego Czartoryskiego. Wrocław, 1998, Wydawnictwo Atla 2, ISBN 83-86882-95-6.
- Russia in the twentieth century (6th ed.), Prentice Hall, Upper Saddle River, N.J. 2003. ISBN 0-13-097852-3.
- Jedno życie to za mało. Kartki z pamiętnika niepoprawnego optymisty. Toruń 1994, Wydawnictwo Adam Marszałek, ISBN 83-86229-20-9. Wspomnienia z lat 1919—1992, dotyczące wojny domowej na Ukrainie, studiów prawniczych na Uniwersytetach Jagiellońskim i Warszawskim, nauki w Instytucie Francuskim w Warszawie i Szkole Podchorążych Rezerwy Kawalerii w Grudziądzu (1933), pracy w charakterze korespondenta PAT-u w Berlinie (1937—39), kampanii wrześniowej, internowania na Litwie, pracy w sekcji polskiej BBC w Londynie, po wojnie pracy profesora w Boston College, Uniwersytetu Harvard i Uniwersytetu stanu Wisconsin w Milwaukee.

## Биография
- Wojciech Wrzesiński, Marian Kamil Dziewanowski (27 VI 1913 — 18 II 2005), «Rocznik PAU» 2004/2005, s. 255—260.
- Sławomir Łukasiewicz, Marian Kamil Dziewanowski (1913—2005). Szkic do biografii intelektualnej, «Zeszyty Historyczne» 2006, z.155, s. 226—244.